# Іда Крістін Нільсен
Іда Крістін Нільсен (англ. Ida Kristine Nielsen; нар. 1975, також відома як Bass Ida, Bassida і Ida Funkhouser) — данська бас-гітаристка, мультиінструменталістка, композиторка та вокалістка. Стала відомою завдяки співпраці з легендарним артистом і музикантом Prince. Грає у стилі фанк характерною технікою слеп.

## Біографія
Іда Нільсен народилася у Данії в місті Орхусі (Aarhus) у 1975 році. Жила деякий час у Скандерборг (Skanderborg).
У віці 16 років повернулася до Орхуса і пішла навчатись до Лангкерівської гімназії (Langkær Gymnasium). Саме в цей період почала грати на басу. У 1993—1998 рр. навчалася в Данській академії музики і по завершенні навчання отримала диплом по класу електричний бас (як головний інструмент).
По завершенні навчення приєдналася до гурту Indigo Sun.
Вона відома тим, що є членом декількох гуртів, таких як бельгійський Zap Mama, данський поп-рок-гурт Michael Learns to Rock, американський фанк-гурт The New Power Generation (The NPG) та фанк-рок-тріо 3rdeyegirl (2012 — й по цей час). Останні два були створені як акомпонуючі гурти музиканта Prince.
У 2008 році випустила свій перший сольний альбом Marmelade.
У 2010 році Іда почала співпрацювати з фірмою TC Electronic та записувати для них рекламні демо-роліки, які викладалися на YouTube. Саме там і побачив її Prince.
У тому ж 2010 році Нільсен почала працювати з Prince і стала членом гурту «The New Power Generation» як співачка і басистка. Ця співпраця тривала до смерті Prince у 2016 році.
У 2014 році Нільсен випустила свій другий альбом «Sometimes a Girl Needs Sugar Too», а у 2016 році — третій «TurnItUp», у пам'ять Prince.